# M-1 (Pakistan)

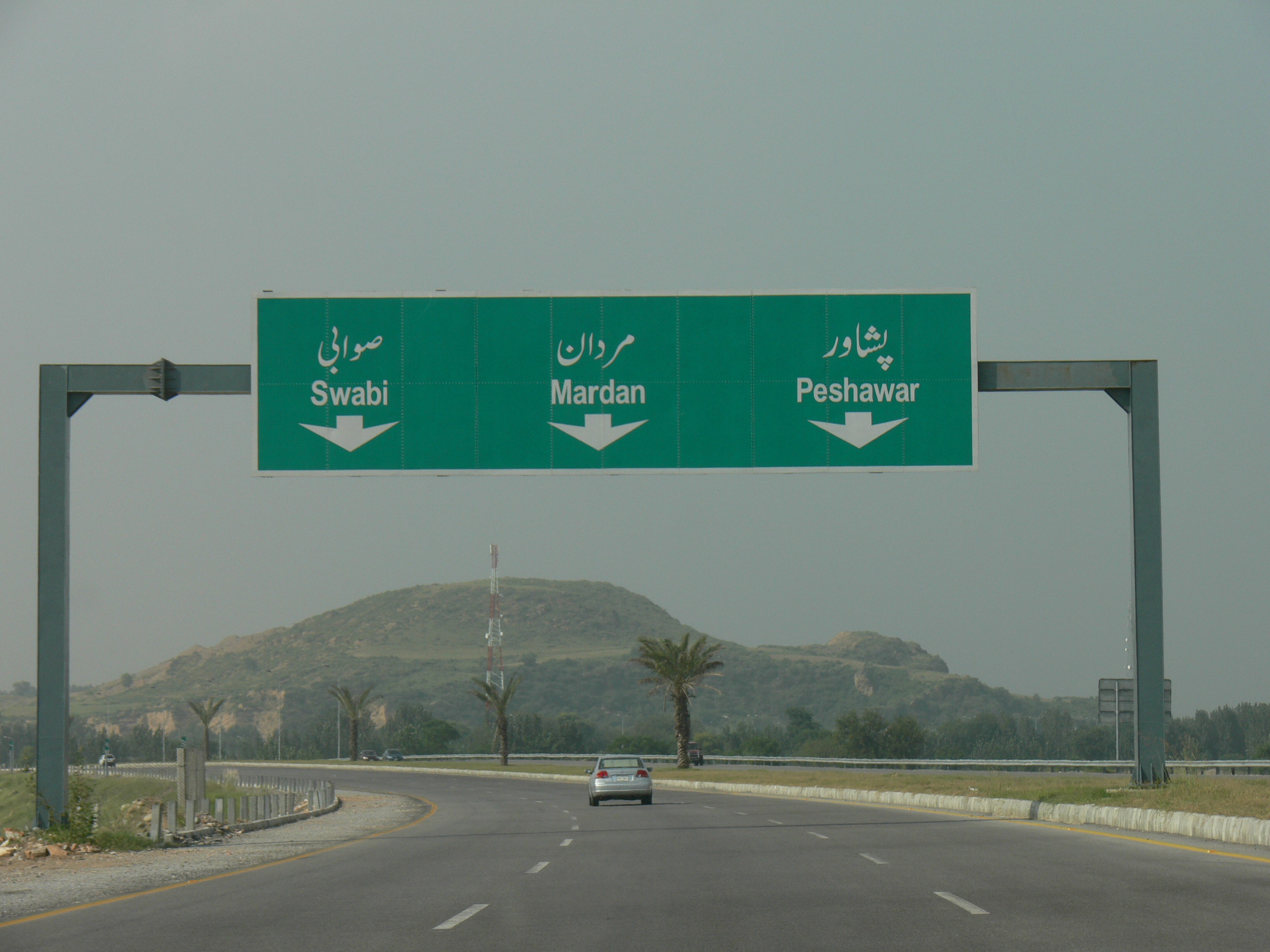

De M-1 (Urdu: ایم ١ موٹروے ) of Islamabad–Peshawar Motorway (Urdu: اسلام آباد - پشاور موٹروے) is een autosnelweg in Pakistan. De M-1 verbindt Peshawar met Islamabad over een afstand van 155 kilometer. De snelweg werd geopend in 2007.
M-1 ·
M-2 ·
M-3 ·
M-4 ·
M-5 ·
M-6 ·
M-7 ·
M-8 ·
M-9 ·
M-10 ·
M-11 ·
M-12 ·
M-13 ·
M-14 ·
M-15 ·
M-16 ·
L-20